# Пфеффер, Анна
А́нна Пфе́ффер (венг. Anna Pfeffer; 31 августа 1945, Капошвар) — венгерская гребчиха-байдарочница, выступала за сборную Венгрии в конце 1960-х — середине 1970-х годов. Бронзовый и дважды серебряный призёр летних Олимпийских игр, чемпионка мира, бронзовый и серебряный призёр чемпионата Европы, победительница многих регат национального и международного значения.

## Биография
Анна Пфеффер родилась 31 августа 1945 года в городе Капошваре, медье Шомодь. Активно заниматься греблей начала с раннего детства, проходила подготовку в местном спортивном клубе «Ганц-Маваг».
Первого серьёзного успеха на взрослом международном уровне добилась в 1966 году, когда попала в основной состав венгерской национальной сборной и побывала на чемпионате мира в Восточном Берлине, откуда привезла награду бронзового достоинства, выигранную в зачёте двухместных байдарок на дистанции 500 метров. Благодаря череде удачных выступлений удостоилась права защищать честь страны на летних Олимпийских играх 1968 года в Мехико — вместе с напарницей Каталин Рожньои завоевала в двойках серебряную медаль, уступив в финале только экипажу из ФРГ. Также стартовала здесь в одиночках, дошла до финала, но в решающем заезде не финишировала.
В 1969 году Пфеффер выступила на чемпионате Европы в Москве, где на пятистах метрах стала бронзовым призёром в одиночках и серебряной в двойках. На чемпионате мира 1971 года в югославском Белграде одолела в зачёте байдарок-двоек всех своих соперниц и выиграла тем самым золото. Будучи в числе лидеров гребной команды Венгрии, благополучно прошла квалификацию на Олимпийские игры 1972 года в Мюнхене — в одиночках добыла бронзу, проиграв Юлии Рябчинской из СССР и Мике Япис из Нидерландов, в то время как в программе двоек показала в финале четвёртый результат, немного не дотянув до призовых позиций.
На чемпионате мира 1973 года в финском Тампере дважды поднималась на пьедестал почёта, в том числе добыла бронзу в двойках на полукилометровой дистанции и серебро в четвёрках на полукилометровой дистанции. Позже отправилась представлять страну на Олимпийских играх 1976 года в Монреале — в двойках вместе с напарницей Кларой Райнаи получила серебряную медаль — лучше финишировал только экипаж из СССР. Вскоре по окончании Олимпиады приняла решение завершить спортивную карьеру.
В 1974 году окончила Колледж физического воспитания. После завершения спортивной карьеры работала тренером по гребле на байдарках и каноэ, а также учителем физкультуры в будапештской начальной школе.